# 默茨 (姓氏)
默茨（德語：Merz）可以指以下人物：
- 弗里德里希·默茨：德國政治人物，现任德国总理。
- 休·默茨：美国女子冰球运动员。